# Біохімічна потреба кисню
Біохімічна потреба кисню (БПК, БСК, біологічна потреба кисню, англ. biochemical (biological) oxygen demand (BOD)) —
1. Віднесена до одиниці об'єму системи кількість кисню, спожита в результаті дихальної активності мікроорганізмів, які ростуть на присутній у зразку органічній сполуці, при збереженні певних умов — температури (звичайно 20°), тривалості (звичайно 5 діб). Звичайно вимірюється в міліграмах {\displaystyle {\ce {O_2}}} на 1 літр.
2. У хімії води — кількість кисню необхідна для окиснення розчинених органічних речовин у пробі води при аеробному (бактеріологічному) розкладі. Позначається БПК (БСК). Використовується для оцінки ступеня забруднення води органічними сполуками. Біологічне окиснення різних речовин відбувається з різною швидкістю. Повне окиснення усіх речовин триває близько 20 діб, тому розрізняють БПКповн та БПК5 — кількість кисню, що поглинулась за 5 діб.